# Nielsonia unica
Nielsonia unica är en insektsart som beskrevs av Godoy et Nielson 1999. Nielsonia unica ingår i släktet Nielsonia och familjen dvärgstritar. Inga underarter finns listade i Catalogue of Life.